# Loveme Kissme
Loveme Kissme(ラブミーキスミー)は2014年に結成された日本の女性アイドルグループである。2016年12月25日を以て解散した。
株式会社オフィス･ドリームボール所属。

## 概要
2014年4月27日、『キラポジョ』の姉妹ユニット（結成当時は研修生ユニット）である『D☆EGGS』のワンマンライブ、『D☆EGGS 2ndワンマンライブ!!FutureWayVOL.2〜ラストリベンジ〜』にて岡田琴衣･櫻木りおん･栗見奈音々の3名と、新メンバーとして当日デビューしたばかりの一二三茜･粕谷はるの･森田光結の計6名により結成され、同日のこれ以降のライブは全て『Loveme Kissme』として活動することが発表された。
ステージに上がる際には『らぶきすDAYO!』（作曲・編曲：トシユキタカミ）というオリジナルのSEが使われ、「Loveme Kissme! Here we go!」の掛け声と共に一人ずつ壇上に登場するのが恒例となっている。

## 沿革
- 2014年4月27日、アイドルユニット『キラポジョ』研修生ユニット『D☆EGGS』6名により結成。但し、『D☆EGGS』はその後も粕谷はるのと森田光結の両名によるユニットとして引き続き活動継続となる。
- 2014年5月25日、デビューライブの模様を収めた1st DVDが発売される。
- 2014年6月17日、1stシングル『僕の天使』リリース。
- 2014年6月25日、徳間ジャパンコミュニケーションズより発売されたコンピレーション・アルバム『アイファイ!〜リアル系アイドル･バトル〜』にデビュー曲『ババババ☆ガガガガ』が収録される[2]。
- 2014年7月23日、粕谷はるのが持病の悪化により無期限休養を発表[3]。
- 2014年8月3日、『第4回熱闘アイドル甲子園全国大会』にてユニット部門で準優勝に輝く。
- 2014年9月20日〜9月27日の1週間、有料ライブに限り、事前に予約入場された人に特典DVDがプレゼントされた。
- 2014年10月1日、栗見奈音々が高校受験に専念する為11月1日～2月上旬まで期限付き活動休止を発表[4]
- 2014年10月4日、岡田琴衣が持病である椎間板ヘルニアの悪化の為、一時ユニットから離脱。地元福岡県で治療に専念することが発表される。
- 2014年12月27日、2ndシングル『Loveme Kissme』リリース。同日「新宿RUIDO K4」で開催された3rdワンマンライブ会場のみの数量限定で発売され即日完売となった。また、このシングルCDはジャケット写真がメンバー全員バージョン50種類計50枚と、各メンバーのソロバージョン各50種類計150枚の200種類計200枚限定であり、CDのジャケット200種類というのは過去に例が無く、世界記録としてギネスに申請した事を発表した。
- 同日、体調不良により活動休止中の岡田琴衣と粕谷はるのの両名と受験勉強の為一時活動停止中の栗見奈音々の脱退を発表。正式に3名体制での活動が発表された。
- 2015年
  - 1月24日、櫻木りおんが体調不良により当面の活動自粛を発表。
  - 3月17日、櫻木りおんが自身のブログにて、Loveme Kissmeを脱退したことを公表した[5]。
  - 5月13日、第2期メンバーオーディションの開催を発表した[6]。
  - 6月28日、新宿区のライブハウス「HOLIDAY SHINJUKU」にて開催された『一二三茜生誕祭』にて一二三と森田の両名に加えて、『FUNKASTIC☆JAM』の姫里綾美・Miyuと『D☆EGGS』の朝倉愛望の3名を加えたスペシャルバージョンを披露した。そのステージにて『D☆EGGS』として活動していた朝倉愛望と希崎来実の加入が発表され4人体制となった[7]。
  - 9月3日、9月27日をもって、一二三茜と森田光結がLoveme Kissmeから卒業することが発表された[8]。
- 2016年12月25日、新宿RUIDO K4にて朝倉と希崎が引退し、解散した。

## メンバー
| 名前 (ふりがな)             | 愛称       | 生年月日 (年齢) | 血液型 | 出身地 | 備考 |
| --------------------------- | ---------- | --------------- | ------ | ------ | ---- |
| 朝倉 愛望 (あさくら あいみ) | あいあい   | 1998年6月18日   | O型    | 東京都 |      |
| 希崎 来実 (きざき くるみ)   | くーちゃん | 2001年8月9日    | O型    | 埼玉県 |      |

### 朝倉愛望
1998年6月18日生まれ。東京都出身。
2014年12月21日、オフィス・ドリームボール入所。2015年4月12日、『D☆EGGS』の新メンバーになることが発表され、4月26日より『D☆EGGS』として活動を開始する。
6月28日に開催された一二三茜生誕祭にて『Loveme Kissme』の新メンバーとして活動する事が発表された。
解散後は西野愛望に改名、メガメガミを経て、2024年現在SITUASIONのメンバー。

### 希崎来実
2001年8月9日生まれ。埼玉県出身。
2015年4月12日、オフィス・ドリームボールに入所。同日、『D☆EGGS』の新メンバーとして活動する事が発表され、4月26日、渋谷のRUIDO K2にて『D☆EGGS』の新メンバーとしてデビューを果たす。6月28日、一二三茜生誕祭にて『Loveme Kissme』の新メンバーとして活動する事が発表された。
解散後は月代来実に改名、IDOLATERを経て、2024年現在、KAWAII LAB. MATES所属。

### 岡田琴衣
1998年1月9日生まれ。福岡県出身。
2011年11月14日から開催された『トップバンクシンデレラオーディション』より、応募総数約300名の中から選出された、福岡県のローカルアイドルユニット『れいしゅしゅ』の1期生として、2012年3月3日にアイドルデビュー。最年少メンバーとして活動する。
2013年10月18日に自身のブログにて10月27日の定期公演を以て、『れいしゅしゅ』脱退を発表。定期公演終了後の11月3日には福岡市中洲のライブハウス「B-THREE」にて自身の卒業公演が開催され、2年間に及ぶ『れいしゅしゅ』としての活動に終止符を打つと、更なる飛躍の場を求めて東京に単身上京した。
2014年1月20日、現在の事務所への移籍と、同年 2月15日より『D☆EGGS』のメンバーとして活動することが発表される。
4月27日、新ユニット『Loveme Kissme』への参加が発表され、チームのキャプテンを任されることになった。
しかし元々腰痛を患っており、2014年10月初旬に症状が悪化したため活動を中断し親元で治療に専念するために地元の福岡に帰郷するも、一向に回復せず、12月27日に「新宿RUIDO K4」にて行われたワンマンライブにて正式に脱退が発表された。

### 栗見奈音々
2013年7月に事務所所属し、7月14日に東京都渋谷区にある「LIVEGATE TOKYO」にて『キラポジョ研修生』としてデビューすると、8月10日には「新宿レッドノーズ」で開催された『D☆EGGSデビュー無料ライブイベント!withカレーパーティでみんな祝ってね!』にてユニット結成を果たす。
2014年1月27日に、野球をテーマにしたアイドル『野球ガール栗見奈』としてソロデビューが発表される。
4月27日に『Loveme Kissme』としてデビューすると、5月25日にはダンスボーカルユニット『FUNKASTICK☆JAM』のメンバーとしての活動を本格的に開始する。
8月23日に「新宿武蔵野館」を皮切りに全国で順次公開された映画『思春期ごっこ』にて櫻木りおんと共に銀幕デビューを果たす。
2014年11月から高校受験のため、活動を休止していたが、12月27日に行われたワンマンライブにて正式に脱退が発表された。
2015年3月23日、自身のブログにて一身上の都合により、3月31日を以て所属事務所を退所する事を発表した。

### 粕谷はるの
2000年2月13日生まれ。神奈川県出身。
2014年2月6日、『D☆EGGS』に加入。3月23日に「AKIBAドラッグ&カフェ」にて開催された、『わがままジュリエット 〜アイリーン＆マリリン生誕記念ライブ〜』にて、初めて壇上で舞台挨拶を行う。その後のライブにもアシスタントとして参加し、4月27日に『CLUB GOODMAN』で開催された『D☆EGGS2ndワンマンライブ』にて、『Loveme Kissme』への参加と、引き続き森田光結と共に『D☆EGGS』として活動を継続していく事が発表された。
2014年7月20日に「LIVEGATE TOKYO」にて開催された『Loveme Kissme1stワンマンライブ』に出演するも、7月23日に、持病の悪化により自身の通う中学校での生活に支障があり、学校側から芸能活動休止の要請を受け、無期限休養とする事が発表される。活動休止後も一向に病状が回復しないことから、12月27日に「新宿RUIDO K4」にて行われたワンマンライブにて正式に脱退が発表された。

### 櫻木りおん
2002年1月1日生まれ。東京都出身。
2011年10月23日、「葛西市場」で開催された『葛西市場まつり』にて、東京都江戸川区のご当地アイドルユニット『えどKB』のメンバーとしてアイドルデビューを果たす。
2013年9月16日にゲスト出演した『キラポジョ定期公演 恋の庭 Vol.10』にて、現在の所属事務所への移籍と、『D☆EGGS』への加入が、自身の口から発表される。
2013年9月21日、「新宿レッドノーズ」で開催された『えどKBさよならコンサート』を以て『えどKB』は解散し、9月23日に「LIVEGATE TOKYO」で開催された『Girls Joy Rise』にて『D☆EGGS・櫻木りおん』として再デビューを果たした。
2014年4月27日に『Loveme Kissme』結成以降はチームのセンターポジションを担っている。
8月23日に「新宿武蔵野館」を皮切りに全国で順次公開された映画『思春期ごっこ』にて栗見奈音々と共に銀幕デビューを果たした。
2015年1月24日、所属事務所より体調不良による活動休止が発表される。
3月17日、自身のブログにて『Loveme Kissme』から脱退を発表し、同時に新事務所より所属事務所の移籍と『音木りおん(おとぎりおん)』として再デビューを発表した。

### 森田光結
2003年12月9日生まれ。神奈川県出身。
小学校入学前よりキッズモデルとして活動し、小学校1年の時からジュニアダンサーとしても活動する。
2011年から2013年まで、3年連続で『TOKYO DANCE COLLECITON KIDS』のオープニングアクターを務める。
2013年10月26日に「AKIBAエンタメステージ」で開催された『AKIBAプチ☆ドル Showcase vol.3』でアイドルデビューを果たすと、翌2014年3月27日には自身のブログにて『D☆EGGS』加入を発表。 4月27日には『Loveme Kissme』の活動と平行して粕谷はるのと共に、『D☆EGGS』の活動を継続していくことが発表された。
粕谷はるのの活動休止後、『FUNKASTIC☆JAM』のMiyuと二人で『D☆EGGS』として活動を再開した他、2015年2月1日には同じく『FUNKASTIC☆JAM』の姫里綾美と共に『姫里綾美＆森田光結』としてステージに上がった。4月12日には、朝倉愛望、石橋優香、柏木えり子、希崎来実、東雲海、水澤杏樹の研修生6名を新たに迎え、森田光結とMiyuの2名を加えた8名で新生『D☆EGGS』としての活動を開始した。
2015年9月27日をもって、モデル業に専念する為、Loveme Kissmeを卒業した。

## ディスコグラフィ

### シングル
1.『僕の天使』[lov-1101]（2014年6月17日発売）
- - 僕の天使 （作詞 - 籠尾訓一 / 作曲･編曲 - 及川康平）
  - 甘い甘いチョコレート （作詞 - 籠尾訓一 / 作曲･編曲 -  トシユキタカミ）

2.『Loveme Kissme』[lov-1106～1107]（2014年12月27日発売）
- - Loveme Kissme（作詞･作曲 - 籠尾訓一 / 編曲 - 辻たいじ）
  - WAKANNAI（作詞 - 籠尾訓一 / 作曲･編曲 - tomaru）
  - この想いずっと（作詞 - 籠尾訓一 / 作曲･編曲 - 中島晃）[15]

### コンピレーション・アルバム
- 『アイファイ!～リアル系アイドル･バトル～』[TKCA-74096]（2014年6月25日発売）
  - Make you smile （作詞 - 櫻井松生 / 作曲･編曲 - AN－G）[16]
  - ババババ☆ガガガガ（作詞 - 籠尾訓一 / 作曲･編曲 - トシユキタカミ）

### DVD
- 1.『Loveme Kissme Debut Live 2014.4.27 CLUB GOODMAN』（2014年5月25日発売）
- 2.『Loveme Kissme 2ndワンマンLIVE「この想いずっと」 2014.7.20 LIVEGATE TOKYO』（2014年8月28日発売）[17]
- 3.『Loveme Kissme/noise factory/impression熱狂スーパーライブ! 2014.9.7 渋谷パセラリゾートグランデ』（2014年10月26日発売）
- 4.『Loveme Kissme･少女第九楽章-ガールズアンセムツーマンライブ「新人だけどガンバルYO!」』（2014年12月27日発売）
- 5.『Loveme Kissme 3rdワンマンライブ 「ブレイクスルー」～櫻木りおん生誕祭～』（2015年3月7日発売）

### 未発売曲
ライブでの発表のみでCD可はされていないが、DVDには収録されている
- 『ドッキュン!バッキュン!妄想デート』
- 『恋するわたし』
- 『メモリー』
- 『ビックパワー』
- 『BELIEVE』
- 『ねぇ・・・』
- 『私の夢はあなた』
- 『スパイダー』

## 出演イベント情報

### 2016年
| 日時    | イベント名 | 会場                                          | 備考                   |
| ------- | --- | --------------------------------------------- | ---------------------- |
| 1月3日  | GIRLS STARGATE NEXT Vol.31 | TSUTAYA O-nest                                |                        |
| 1月5日  | GIRLS STARGATE NEXT Vol.32 | TSUTAYA O-nest                                |                        |
| 1月9日  | 昼のアイドル無限大まつり | PLUM LIVE STAGE                               |                        |
| 1月9日  | アイドル無限大まつり | PLUM LIVE STAGE                               | 第1部のみ出演          |
| 1月10日 | GIRLS STARGATE NEXT Vol.34 | TSUTAYA O-Nest                                |                        |
| 1月10日 | Music Life Plus 2016 =subculture_2= | S.U.B TOKYO                                   |                        |
| 1月11日 | GIRLS STARGATE NEXT Vol.35 | TSUTAYA O-nest                                | ライブ終了後新年会開催 |
| 1月16日 | ドリームボールファン感謝祭2016-1 | DREAM STORE                                   |                        |
| 1月17日 | アイドル放課後プロジェクト vol.51 〜早割ワンコイン編〜                                                                                            | SHIBUYA Milkyway                              |                        |
| 1月17日 | アイドルミュージックパワーライブ VOL.1 東京MXテレビ「IDOL MUSIC POWER＋」連動LIVE!                                                                | KASYOKU STUDIO                                |                        |
| 1月17日 | アイドルミュージックパワーライブ VOL.2 東京MXテレビ「IDOL MUSIC POWER＋」連動LIVE!                                                                | KASYOKU STUDIO                                |                        |
| 1月24日 | アイドル放課後プロジェクト特別編 | S.U.B TOKYO                                   | 第1部・第2部両公演出演 |
| 1月27日 | Dream on stage in asia vol.2 | club asia                                     |                        |
| 1月31日 | アイドルブレイブ2016 #5 | ikebukuro Dot                                 | 昼の部のみ出演         |
| 1月31日 | Coco Radia #4 | 文京シビックホール 小ホール                   |                        |
| 2月7日  | 〜Loveme Kissme 初主催ライブ!〜 甘い甘いチョコレイト                                                                                              | CLUB GOODMAN                                  |                        |
| 2月7日  | 〜石渡りこ(わがままジュリエット)生誕祭〜 Dream on Stage VOL.41                                                                                    | 新宿RUIDO K4                                  |                        |
| 2月11日 | アイドル放課後プロジェクト特別編〜早割ワンコインイベント〜                                                                                        | S.U.BTOKYO                                    |                        |
| 2月11日 | アイドル放課後プロジェクト特別編〜休日の夜公演だけど早割もあるよ編〜                                                                              | S.U.BTOKYO                                    |                        |
| 2月12日 | WA-Side 4thシングル「桜散りゆく頃」リリースイベント! 卒業 〜my graduation〜出演者制服限定イベント!全員参加の卒業写真な感じのフォトセッションあり! | インド料理 PAPERA                             |                        |
| 2月21日 | アイドルミュージックパワーライブ VOL.3 〜東京MXテレビ『IDOL MUSIC POWER＋』連動LIVE!〜                                                            | KASYOKU STUDIO                                |                        |
| 2月21日 | アキバ大好き祭りからのアイドル無限大まつり | PLUM LIVE SHOP                                |                        |
| 2月27日 | 〜九十九里へようこそ〜太陽の里 アイドルLIVE | スパ＆リゾート九十九里 太陽の里 演丸劇場      | ライブ終了後オフ会開催 |
| 2月28日 | アイドル大集合 in イオン狭山店 | イオン狭山店                                  |                        |
| 3月5日  | アイドル大集合 in イオンモール木更津 | イオンモール木更津 ライブパーク               |                        |
| 3月6日  | 〜impression Chiri 生誕祭〜 Dream on Stage VOL.42                                                                                                 | 新宿RUIDO K4                                  |                        |
| 3月6日  | アイドル大集合 in モザイクモール港北 | モザイクモール港北都筑阪急 新星堂STYLE STUDIO |                        |
| 3月7日  | じゃんじゃんチャレンジするのだ vol.20 | ikebukuro Dot                                 |                        |
| 3月12日 | 第2回上野公園アイドルMUSICフェスティバルvol.1 | 上野恩賜公園不忍池水上音楽堂                  |                        |
| 3月13日 | 第2回上野公園アイドルMUSICフェスティバルvol.2 | 上野恩賜公園不忍池水上音楽堂                  |                        |
| 3月20日 | アイドルミュージックパワーライブ VOL.5 〜東京MXテレビ『IDOL MUSIC POWER＋』連動LIVE!〜                                                            | KASYOKU STUDIO                                |                        |
| 3月20日 | アイドルミュージックパワーライブ VOL.6 〜東京MXテレビ『IDOL MUSIC POWER＋』連動LIVE!〜                                                            | KASYOKU STUDIO                                |                        |
| 3月21日 | Girl Music Time!! in 高崎 | Club JAMMER'S                                 |                        |
| 3月24日 | Glad Fever Night | Glad                                          |                        |
| 3月26日 | 錦糸町行く前に両国で涌いとく | 両国サンライズ                                |                        |
| 3月26日 | 【錦糸町さくらまつり】一般社団法人ピースライブ主催 すみだライブフェス2016 〜ダメ。ぜったい。〜                                                    | 墨田区立錦糸公園 特設ステージ                 |                        |
| 3月29日 | DOLSTA × girls be [Vol.1] | シダックスカルチャーホール                    |                        |
| 4月3日  | YANOFES 3days!!!! 3日目 | 名古屋CLUB QUATTRO                            |                        |
| 4月4日  | じゃんじゃんチャレンジするのだ!! vol.21 | ikebukuro Dot                                 | 第1部・第2部両公演出演 |
| 4月9日  | FM湘南ナパサ公開収録〜ミュージックトレイン〜 | OSC湘南シティー                               |                        |

## メディア情報

### テレビ番組
チバテレビ
- 『Dream on Stage Early Summer MusicGroove 』
  - 2014年5月25日放送

東京MXテレビ
- 『第一回アイドル紅白歌合戦』
  - 2014年7月27日放送
- 『第二回アイドル紅白歌合戦』
  - 2014年12月29日放送
- 『モーニングCROSS』[18]
  - 2015年8月11日放送
- 『第四回アイドル紅白歌合戦』
  - 2016年1月31日放送

テレビ埼玉
- 『ウタ娘』
  - 2014年8月9日放送
- 『girls be』
  - 2016年4月15日放送

### インターネット配信
レギュラー配信
アメーバスタジオ
- 『らぶきすのわくわくアメーバぁ』
  - 2014年5月1日～ 2014年11月6日（毎月第1・第2木曜日放送）

WALLOP
- 『らぶきすのドキドキてぃ～ぶい』  [19]
  - 2014年6月19日～2014年8月21日 （毎月第3木曜日放送）
  - 2014年9月10日～2015年4月1日（毎月第2水曜日放送）[20]

単発配信
アメーバスタジオ
- 『Loveme Kissme デビューライブアーカイブ放送』
  - 2014年4月30日放送

ニコニコ生放送
- 『【ニコ生】アイファイ!【アイドルバラエティー】』
  - 2014年5月26日放送[21]

### 書誌掲載
- 音楽出版社発行『CDジャーナル 2014年9月号』（2014年8月20日発売）
- オークラ出版発行『ライブアイドル図鑑Vol.6』（2014年11月11日発売）